# Prywatne przedsiębiorstwo militarne
Zasugerowano, aby zintegrować ten artykuł z artykułem Prywatna firma wojskowa. Nie opisano powodu propozycji integracji.
Prywatne przedsiębiorstwa militarne (ang. private military companies – PMCs) – podmiot wykonujący zadania wojskowe, w odróżnieniu od przedsiębiorstw bezpieczeństwa (ang. private security companies – PSCs), które ograniczają się do wykonywania zadań w zakresie ochrony. Dynamiczny rozwój prywatnych przedsiębiorstw militarnych wskazuje na wkraczanie aktorów niepaństwowych na obszary należące do wyłącznej kompetencji państw.
Dotychczasowa władza w dziedzinie bezpieczeństwa sprawowana przez państwo ulega transformacji w dwóch płaszczyznach:
- sektor własności (publiczny, prywatny),
- zasięg (lokalny, globalny).

Na przecięciu tych płaszczyzn istnieją jakościowo odmienni aktorzy:
- państwa narodowe,
- instytucje międzynarodowe (np. ONZ, NATO),
- prywatne przedsiębiorstwa o zasięgu lokalnym i globalnym.

W większości przypadków świadczą usługi na zlecenie rządów państw. Niektóre z nich, np. Blackwater Worldwide w Iraku, wymykają się spod kontroli państwa. Przykładem usługi dla prywatnego zleceniodawcy jest finansowanie przez British Petroleum kolumbijskich grup paramilitarnych. Z perspektywy realistycznej trudno jest wytłumaczyć przekazywanie przez państwo kompetencji w dziedzinie bezpieczeństwa militarnego. W praktyce państwo pełni funkcję jedynego podmiotu bezpieczeństwa, który nie będzie chciał ograniczyć swojego monopolu na stosowanie środków przymusu. Politykę bezpieczeństwa militarnego, jak i inne polityki, ocenia się według kryterium stymulowania wydajności ekonomicznej i globalnej konkurencyjności. Rachunek ekonomiczny jest rzeczą wiodącą w wyborze wykonawstwa usług militarnych – wojsko narodowe czy podmiot prywatny. Według dr. Marka Madeja dopuszczalne i uzasadnione jest przekazanie przez państwo sprawowania funkcji zapewnienia bezpieczeństwa sektorowi prywatnemu, jeśli będzie on je wykonywał w sposób bardziej skuteczny.